# David Braben
 (février 2014).
Si vous disposez d'ouvrages ou d'articles de référence ou si vous connaissez des sites web de qualité traitant du thème abordé ici, merci de compléter l'article en donnant les références utiles à sa vérifiabilité et en les liant à la section « Notes et références ».
David Braben, né le 2 janvier 1964 à West Bridgford (Royaume-Uni), est un programmeur britannique de jeux vidéo connu pour avoir conçu le jeu vidéo Elite ainsi que ses suites. Il est également connu pour être un des fondateurs de la Fondation Raspberry Pi.

## Biographie
David Braben programma Elite aux côtés de Ian Bell alors qu'ils étudiaient à l'Université de Cambridge. Par la suite, il développa Zarch sur Acorn Archimedes (porté ensuite sur différentes plates-formes sous le nom Virus).
Après Zarch, Braben fonda Frontier Developments, une société de développement de jeux vidéo dont le premier projet a été la création d'une suite pour Elite intitulée Frontier: Elite II. Actuellement, Braben est toujours le dirigeant de la compagnie. David Braben est aussi le créateur de Raspberry pi . 

## Ludographie
- Elite
- Zarch
- Conqueror
- Frontier: Elite II
- Frontier: First Encounters
- Elite: Dangerous